# Mustilizans hepatica
Mustilizans hepatica is een vlinder uit de familie van de gevlamde vlinders (Endromidae). De wetenschappelijke naam van de soort werd voor het eerst geldig gepubliceerd in 1879 door Moore als Mustilia hepatica.